# 그라티아
《그라티아》는 매주 월요일 상민, 기현이 다음 웹툰에서 연재하는 웹툰이다.

## 등장인물
{길가온}
평범한 학생 같지만 사실은 사탄과 마리아의 딸 자신에게 사탄이 있다는걸 알게된다. 진 선생님을 좋아한다. 귀신도 볼줄 안다. 자신에 친구가 자신을 위해서 죽는걸 눈 앞에서 본 가온이에게 두려움, 후회, 공포 등의 감정이 느껴질때 사탄이 가온이에게 마기를 주어 폭주하게 만들었다. 엑소시스트는 가온이가 친구가 죽어 폭주했는데 신기까지 이용하는 것이 믿기지가 않았지만 확실한 증거가 생겼다. 바로 마리아의 딸이라는 것이였다. 그리고 가온이는 롱기누스에 의해 죽었다. 죽인 이유는 사탄을 깨우려고 그랬다고 한다. 하지만 막상 부활해서 나온건 길가온이였다. 엑소시스트와 악마들은 말이 않나올 정도로 놀랐었다. 가온이가 부활한 이유는 사탄의 딸이라서였다. 그것으로 사탄은 이세상에 존재하지 않는다는 것이 밝혀졌다. 그 대신 사탄의 딸이 악마들에게 명령을 내릴 수 있게 되었다.